# Hathor
| O6 | t · O1 | D2 · r | C9 |

| O6 | t · O1 | D2 · r | C9 |

| O10 | C9 |

| O10 | C9 |

Hathor (Het-heret, Het-Heru – egip. Pałac/Dom Horusa) – egipska bogini nieba, uosobienie Wielkiej Macierzy, a także patronka nekropolii tebańskiej, Oko Ra. Pierwotnie stanowiła personifikację pałacu faraona (stąd jej imię; podobnie Izyda była personifikacją tronu). Z czasem stała się bóstwem miłości, radości, uciech, muzyki i tańca, a także opiekunką kobiet. Nosiła przydomki „Oka Horusa”, „Złotej Bogini”, „Bogini Niebios”, „Pani Czerwonej Góry” i „Turkusowej Pani”. Grecy identyfikowali ją z Afrodytą, a Rzymianie z Wenus.
Czczona była od najdawniejszych czasów jako niebiańska krowa, jej główna świątynia znajdowała się w Denderze (Ta-Netjer), w Górnym Egipcie, z mieszczącą się w niej wyrocznią, gdzie wróżono ze snów. Stąd jej kult rozprzestrzenił się na cały Egipt. Przedstawiano ją początkowo pod postacią krowy, później jako kobietę z głową krowy i dyskiem słonecznym pomiędzy rogami. W ostatnim okresie jako kobietę z krowimi uszami, rogami i dyskiem słonecznym. Te atrybuty przejęła od niej Izyda.
Hathor występowała także jako protektorka żon faraona. Święta jej obchodzono: 7 sierpnia, 17 września i 2 listopada. Jej atrybutami były: lustro, menat (rytualny naszyjnik) i sistrum.
W świątyni Nefertari, w Abu Simbel i w Księdze umarłych Hathor jest opisana jako siedem niebiańskich krów, stąd powstał kult siedmiu Hathor czczonych w Tebach, Heliopolis, Afrodytopolis, na Synaju, w Memfis, Herakleopolis i Keset. W tej postaci bogini decydowała o przeznaczeniu nowo narodzonych dzieci.
W Tebach Hathor była czczona jako bogini zmarłych. Na Półwyspie Synajskim przy kopalniach miedzi i turkusu znajduje się świątynia, w której czczono ją jako patronkę kopalń. Kult Hathor wykroczył poza granice Egiptu, pod imieniem „Pani Byblos” oddawano jej cześć w Byblos, gdzie także miała swoją świątynię.
Jej osobowość była przedstawiona w dwóch postaciach: dobrej Hathor i gniewnej Sechmet. Często była utożsamiana z innymi boginiami-matkami, np. Izydą, Nut, czy Tefnut.

## Hathor w popkulturze
W serialu Siedem życzeń zaklęcie Rademenesa to trzykrotnie wypowiadane imię Hathor. Motyw ten wykorzystał również polski artysta reggae/raggamuffin Pablopavo w utworze „10 piosenek”. W serialu Stargate SG-1 Hathor jest jedną z Goa'uldów, żoną i królową Ra, matką wszystkich faraonów. Pojawia się w sezonie 1, odc. 14, grana przez Suanne Braun.